# William Carrier
William Carrier (* 20. Dezember 1994 in LaSalle, Québec) ist ein kanadischer Eishockeyspieler, der seit Juli 2024 bei den Carolina Hurricanes aus der National Hockey League unter Vertrag steht. Mit den Vegas Golden Knights gewann der linke Flügelstürmer in den Playoffs 2023 den Stanley Cup. Zuvor verbrachte er drei Jahre in der Organisation der Buffalo Sabres.

## Karriere
Carrier verbrachte seine Juniorenzeit zwischen 2010 und 2014 in der Ligue de hockey junior majeur du Québec. Dort lief er bis Januar 2014 für die Cape Breton Screaming Eagles auf, ehe er ligaintern zu den Voltigeurs de Drummondville wechselte. Während dieser Zeit war er im NHL Entry Draft 2013 in der zweiten Runde an 57. Position von den St. Louis Blues aus der National Hockey League ausgewählt worden. Diese hatten ihn im August desselben Jahres unter Vertrag genommen. Allerdings wurden seine Rechte für den Profibereich im Februar 2014 Teil eines Transfergeschäfts. Die Blues sicherten sich die Dienste von Ryan Miller und Steve Ott von den Buffalo Sabres und gaben im Gegenzug Carrier gemeinsam mit Jaroslav Halák, Chris Stewart und einem Erstrunden-Wahlrecht im NHL Entry Draft 2015 ab.
Nachdem der Stürmer die Spielzeit 2013/14 in Drummondville beendet hatte, wechselte er in die Organisation der Sabres. Dort kam er in den beiden Spieljahren zwischen 2014 und 2016 ausschließlich im Farmteam Rochester Americans in der American Hockey League zum Einsatz. Im Verlauf der Saison 2016/17 feierte er Anfang November schließlich sein NHL-Debüt für Buffalo und kam bis zum Ende der Spielzeit auf 41 Einsätze für die Sabres.
Im Juni 2017 wurde Carrier im NHL Expansion Draft 2017 von den Vegas Golden Knights ausgewählt. Zusätzlich sandte Buffalo ein Sechstrunden-Wahlrecht für den NHL Entry Draft 2017 nach Vegas, um andere Spieler ihres Teams vor einer Wahl zu schützen. Mit dem Team erreichte er in den Playoffs 2018 überraschend das Finale um den Stanley Cup, unterlag dort allerdings den Washington Capitals. In den Playoffs 2023 gelang der erneute Finaleinzug, wobei das Team durch einen 4:1-Erfolg über die Florida Panthers seinen ersten Stanley Cup der noch jungen Franchise-Geschichte gewann.
Nach sieben Jahren bei den Golden Knights wechselte Carrier im Juli 2024 als Free Agent zu den Carolina Hurricanes.

### International
Für sein Heimatland spielte Carrier bei der World U-17 Hockey Challenge 2011 für das Team Canada Québec sowie bei der U18-Junioren-Weltmeisterschaft 2012 in Tschechien. Dabei gewann er mit der Mannschaft die Bronzemedaille, blieb in sieben Turnierspielen allerdings punktlos.

## Erfolge und Auszeichnungen
- 2012 Bronzemedaille bei der U18-Junioren-Weltmeisterschaft
- 2023 Stanley-Cup-Gewinn mit den Vegas Golden Knights

## Karrierestatistik
Stand: Ende der Saison 2024/25

### International
Vertrat Kanada bei:
- World U-17 Hockey Challenge 2011
- U18-Junioren-Weltmeisterschaft 2012

(Legende zur Spielerstatistik: Sp oder GP = absolvierte Spiele; T oder G = erzielte Tore; V oder A = erzielte Assists; Pkt oder Pts = erzielte Scorerpunkte; SM oder PIM = erhaltene Strafminuten; +/− = Plus/Minus-Bilanz; PP = erzielte Überzahltore; SH = erzielte Unterzahltore; GW = erzielte Siegtore; 1 Play-downs/Relegation; Kursiv: Statistik nicht vollständig)